# Кладари Доњи
Кладари Доњи су насељено мјесто у општини Модрича, Република Српска, БиХ. Према попису становништва из 1991. у насељу је живјело 1.046 становника.
Овде се налази Кућа за рехабилитацију у Кладарима.

## Становништво
| Националност       | 1991.          | 1981.        | 1971.          |
| Хрвати             | 1.006 (96,17%) | 963 (97,37%) | 1.002 (99,20%) |
| Срби               | 20 (1,91%)     | 5 (0,50%)    | 5 (0,49%)      |
| Југословени        | 13 (1,24%)     | 14 (1,41%)   | 1 (0,09%)      |
| Муслимани          | 1 (0,09%)      | 0            | 0              |
| остали и непознато | 6 (0,57%)      | 7 (0,70%)    | 2 (0,19%)      |
| Укупно             | 1.046          | 989          | 1.010          |

| Демографија | Демографија | Демографија |
| Година      | Становника  | Становника  |
| ----------- | ----------- | ----------- |
| 1948.       | 728         |             |
| 1953.       | 774         |             |
| 1961.       | 843         |             |
| 1971.       | 1.010       |             |
| 1981.       | 989         |             |
| 1991.       | 1.036       |             |
| 2013.       | 365         |             |